# 東映アニメフェア
東映アニメフェア（とうえいアニメフェア）は、東映が1990年から2002年7月までアニメーション映画を数本まとめて春休み、夏休みの時期に合わせて劇場公開した時のタイトル。

## 概要
1969年3月から1989年7月まで展開された「東映まんがまつり」から移行する形で公開開始。同シリーズから実写作品を外し、東映動画制作によるテレビアニメの劇場新作のみによる興行形態となった。1990年3月の興行のみ「東映アニメまつり」であった。後に本企画に倣って特撮作品の劇場版を3本まとめて公開する「東映スーパーヒーローフェア」が1993年から1995年まで展開された。
さらに最近でも復活しており、主におしりたんていシリーズと、サバイバルシリーズをメインとして公開している。
2001年春の『ONE PIECE ねじまき島の冒険』他では、東映アニメフェア歴代最高額の興行収入30億円の大ヒットを記録したものの、翌2002年夏の『デジモンフロンティア 古代デジモン(オニスモン)復活!!』他では興行収入4億円にまで低下してしまう。2003年春に『ONE PIECE』の単独長編映画（『デッドエンドの冒険』）を公開するのはこの時点で決定していたが、本企画は興行収入の低下の影響を受けて終了する事になった。
2003年以降も東映が配給するアニメ映画の制作・公開は行われているが、多くが単独映画として制作されている。「アニメフェア」のような同時上映形式は2006年12月の『映画 ふたりはプリキュア Splash Star チクタク危機一髪!』＋『デジモンセイバーズ THE MOVIE 究極パワー! バーストモード発動!!』と2009年10月3日の新作1本＋旧作3本の3D映画を集めた「とびだす!3D東映アニメまつり」で採られているが、前者の興行収入は3億円と不振であった。2019年4月からは旧称の「東映まんがまつり」名義での興行が復活している。
アニメフェア枠ではないが1994年8月20日には『東映アニメスペシャル』として『GS美神 極楽大作戦!!』『らんま1/2 超無差別決戦! 乱馬チームVS伝説の鳳凰』『平成イヌ物語バウ 原始イヌ物語バウ』3本同時上映。1998年は「東映アニメフェア」の公開がなかったが、その代替として3月に『長靴をはいた猫』のニュープリント版と『銀河鉄道999 エターナル・ファンタジー』を併映形式で公開。配給収入は2億円程度。7月に『新生トイレの花子さん』、『ズッコケ三人組 怪盗X物語』（フジテレビ共同製作）の実写作品を併映形式で公開。

## 公開日・上映作品
特記する作品以外は東映動画→東映アニメーションが制作。

### 1990年代
1990年3月10日公開（東映アニメまつり）
- ドラゴンボールZ この世で一番強いヤツ（フジテレビ系列）
- 悪魔くん ようこそ悪魔ランドへ!!（テレビ朝日系列）
- 魔法使いサリー（テレビ朝日系列）

1990年7月7日公開（東映アニメフェア'90夏 鳥山明 THE WORLD）
鳥山明原作オンリーのラインナップのため、副題に「鳥山明・ザ・ワールド」が付く。
- ドラゴンボールZ 地球まるごと超決戦（フジテレビ系列）
- 剣之介さま
- Pink みずドロボウあめドロボウ

1991年3月9日公開（東映アニメフェア'91春）
- ドラゴンボールZ 超サイヤ人だ孫悟空（フジテレビ系列）
- まじかる☆タルるートくん（テレビ朝日系列・朝日放送制作）

1991年7月20日公開（東映アニメフェア'91夏）
- ドラゴンボールZ とびっきりの最強対最強（フジテレビ系列）
- ドラゴンクエスト ダイの大冒険（TBS系列）
- まじかる☆タルるートくん 燃えろ!友情の魔法大戦（テレビ朝日系列）

1992年3月7日公開（'92春東映アニメフェア）
- ドラゴンボールZ 激突!!100億パワーの戦士たち（フジテレビ系列）
- ドラゴンクエスト ダイの大冒険 起ちあがれ!!アバンの使徒（TBS系列）
- まじかる☆タルるートくん すき・すき♡タコ焼きっ!（テレビ朝日系列・朝日放送制作）

1992年4月25日公開（夢のファンタジーワールド）
- 劇場版 キャンディ♡キャンディ
- 劇場版 きんぎょ注意報!（テレビ朝日系列）
- シンデレラ（ディズニー）
- ミッキーのたつまき騒動（ディズニー）

1992年7月11日公開（'92夏東映アニメフェア）
- ドラゴンボールZ 極限バトル!!三大超サイヤ人（フジテレビ系列）
- ドラゴンクエスト ダイの大冒険 ぶちやぶれ!!新生6大将軍（TBS系列）
- ろくでなしBLUES

1993年3月6日公開（'93春東映アニメフェア 鳥山明 THE WORLD 2）
鳥山明原作オンリーのラインナップのため、副題に「鳥山明 THE WORLD 2」が付く。渋谷TOEIリニューアルオープン時の東映アニメとして初上映作。
- ドラゴンボールZ 燃えつきろ!!熱戦・烈戦・超激戦（フジテレビ系列）
- Dr.スランプ アラレちゃん んちゃ!ペンギン村はハレのち晴れ

1993年7月10日公開（'93夏東映アニメフェア）
- ドラゴンボールZ 銀河ギリギリ!!ぶっちぎりの凄い奴（フジテレビ系列）
- Dr.スランプ アラレちゃん んちゃ!ペンギン村より愛をこめて
- 劇場版 幽☆遊☆白書（スタジオぴえろ製作・フジテレビ系列）

1994年3月12日公開（'94春東映アニメフェア）
- ドラゴンボールZ 危険なふたり!超戦士はねむれない（フジテレビ系列）
- Dr.スランプ アラレちゃん ほよよ!!助けたサメに連れられて…
- スラムダンク（テレビ朝日系列）

1994年7月9日公開（'94夏東映アニメフェア）
- ドラゴンボールZ 超戦士撃破!!勝つのはオレだ（フジテレビ系列）
- Dr.スランプ アラレちゃん んちゃ!!わくわくハートの夏休み
- スラムダンク 全国制覇だ! 桜木花道（テレビ朝日系列）

1995年3月4日公開（'95春東映アニメフェア）
- ドラゴンボールZ 復活のフュージョン!!悟空とベジータ（フジテレビ系列）
- スラムダンク 湘北最大の危機! 燃えろ桜木花道（テレビ朝日系列）
- ママレード・ボーイ（テレビ朝日系列・朝日放送制作）

1995年7月15日公開（'95夏東映アニメフェア）
- ドラゴンボールZ 龍拳爆発!!悟空がやらねば誰がやる（フジテレビ系列）
- スラムダンク 吠えろバスケットマン魂!! 花道と流川の熱き夏（テレビ朝日系列）
- NINKU -忍空-（スタジオぴえろ製作・フジテレビ系列）

1996年3月2日公開（'96春東映アニメフェア）
- ドラゴンボール 最強への道（フジテレビ系列）
- ご近所物語（テレビ朝日系列・朝日放送制作）

1996年7月6日公開（'96夏東映アニメフェア）
- ゲゲゲの鬼太郎 大海獣（フジテレビ系列）
- 地獄先生ぬ〜べ〜（テレビ朝日系列）

1997年3月8日公開（'97春東映アニメフェア）
- 地獄先生ぬ〜べ〜 午前0時ぬ〜べ〜死す!（テレビ朝日系列）
- ゲゲゲの鬼太郎 おばけナイター（フジテレビ系列）
- 花より男子（テレビ朝日系列・朝日放送制作）

1997年7月12日公開（'97夏東映アニメフェア）
- 地獄先生ぬ〜べ〜 恐怖の夏休み!!妖しの海の伝説（テレビ朝日系列）
- ゲゲゲの鬼太郎 妖怪特急! まぼろしの汽車（フジテレビ系列）
- 劇場版 キューティーハニーF（テレビ朝日系列）
- たまごっちホントのはなし

1999年3月6日公開（'99春東映アニメフェア）
- ドクタースランプ アラレのびっくりバーン（フジテレビ系列）
- 遊☆戯☆王（テレビ朝日系列）
- デジモンアドベンチャー（フジテレビ系列）

1999年7月31日公開（'99夏東映アニメフェア）
タカラの玩具を原作としたアニメを主に公開。
- ビーストウォーズメタルス コンボイ大変身!（テレビ東京系列）
- スーパードール★リカちゃん リカちゃん絶体絶命!ドールナイツの奇跡(マッドハウス制作・テレビ東京系列)
- 小さな巨人 ミクロマン 大激戦!ミクロマンVS最強戦士ゴルゴン(スタジオぴえろ製作・テレビ東京系列)
- けんたろうお兄さんと一緒に「だんご3兄弟」を歌おう!!

### 2000年代
2000年3月4日公開（2000年春東映アニメフェア）
- ONE PIECE（フジテレビ系列）
- デジモンアドベンチャー ぼくらのウォーゲーム!（フジテレビ系列）

2000年7月8日公開（2000夏東映アニメフェア）
- デジモンアドベンチャー02 前編・デジモンハリケーン上陸!!／後編・超絶進化!!黄金のデジメンタル（フジテレビ系列）
- 映画 おジャ魔女どれみ♯（テレビ朝日系列・朝日放送制作）

2001年3月3日公開（2001春東映アニメフェア）
- ONE PIECE ねじまき島の冒険（フジテレビ系列）
- ONE PIECE ジャンゴのダンスカーニバル（フジテレビ系列）
- デジモンアドベンチャー02 ディアボロモンの逆襲（フジテレビ系列）
  - JR西日本とのタイアップでスタンプラリーを実施した。

2001年7月14日公開（2001夏東映アニメフェア）
- キン肉マンII世 second generations（テレビ東京系列）
- デジモンテイマーズ 冒険者たちの戦い（フジテレビ系列）
- 映画 も〜っと!おジャ魔女どれみ カエル石の秘密（テレビ朝日系列・朝日放送制作）

2002年3月2日公開（2002春東映アニメフェア）
- ONE PIECE 夢のサッカー王!（フジテレビ系列）
- デジモンテイマーズ 暴走デジモン特急（フジテレビ系列）
- ONE PIECE 珍獣島のチョッパー王国（フジテレビ系列）

2002年7月20日公開（2002夏東映アニメフェア）
- キン肉マンII世 マッスル人参争奪!超人大戦争（テレビ東京系列）
- デジモンフロンティア オニスモン古代デジモン復活!!（フジテレビ系列）
- 激闘!クラッシュギアTURBO カイザバーンの挑戦（サンライズ製作・テレビ朝日系列・名古屋テレビ制作）

2009年10月2日公開（とびだす!3D東映アニメまつり）
3D映画。きかんしゃやえもん以外はイベントやサンリオピューロランド・ハーモニーランド内のアトラクション『夢のタイムマシン』で上映された作品のリバイバル上映。
- きかんしゃ やえもん
- デジモンアドベンチャー3D デジモングランプリ!
- デジモンセイバーズ3D デジタルワールド危機イッパツ!
- ゲゲゲの鬼太郎 鬼太郎の幽霊電車3D

2019年以降は東映まんがまつりを参照